# Mike Stapelfeld
Mike Stapelfeld (* 11. Dezember 1963) ist ein deutscher ehemaliger Fußballspieler. 1985 bestritt er für den 1. FC Lokomotive Leipzig zwei Spiele in der DDR-Oberliga, der höchsten Liga im DDR-Fußball. Hauptsächlich war er in der zweitklassigen DDR-Liga aktiv.

## Sportliche Laufbahn
Stapelfelds erstes Oberligaspiel fand am 14. Spieltag der Saison 1984/85 statt. In der Begegnung BSG Stahl Riesa – 1. FC Lok (0:0) wurde er in der 46. Minute für den Mittelfeldspieler Lutz Moldt eingewechselt. Beim fünften Spieltag der Saison 1985/86 kam Stapelfeld im Auswärtsspiel beim BFC Dynamo in der 58. Minute für den Mittelstürmer Hans Richter aufs Feld. Daneben wurde Stapelfeld bis 1986 in der 2. Mannschaft des 1. FC Lok in der drittklassigen Bezirksliga eingesetzt.
Zur Saison 1986/87 wechselte Stapelfeld zum DDR-Ligisten Chemie Böhlen. In der ersten Spielzeit wurde er in den 34 Ligaspielen dreizehnmal aufgeboten, wobei er verletzungsbedingt mehrere Monate pausieren musste. 1987/88 gehörte er mit 29 Einsätzen hauptsächlich als Mittelfeldspieler zur Stammelf der BSG. Nachdem er in der Hinrunde 1988 für Böhlen fünf DDR-Liga-Spiele absolviert hatte, wurde Stapelfeld im November 1988 zum Wehrdienst in der Nationalen Volksarmee eingezogen.
Während seines Militärdienstes bekam Stapelfeld die Möglichkeit, bei der Armeesportgemeinschaft ASG Vorwärts Dessau weiter in der DDR-Liga Fußball zu spielen. Er bestritt alle restlichen 19 Punktspiele und wurde vom Trainer Harro Miller zum Abwehrspieler umfunktioniert. Zur Saison 1989/90 wurde die ASG zur zivilen SG Dessau 89 umgewandelt. Stapelfeld gehörte in der Hinrunde als Abwehrspieler weiter zum Kader und kam in allen 16 Ligaspielen zum Einsatz.
Zur Rückrunde 1990 wechselte Stapelfeld zur SpVgg Bayreuth in die 2. Bundesliga. Er bestritt ab dem 25. Punktspiel vier Begegnungen, danach verlor sich seine Spur im höherklassigen Fußball.